# جبلة فيروسية
الجبلة الفيروسية هي عبارة عن مشتملات فيروسية في الخلية المضيفة أنّى يحدث تضاعف الفيروس وتجميع مكوناته. يمكن اعتبارها معامل فيروسية في الخلية. توجد العديد من الجبلات الفيروسية في الخلية المصابة الواحدة، حيث تبدو كثيفة تحت المجهر الإلكتروني. ليست هناك معرفة واسعة حول آلية تشكل الجبلة الفيروسية.

## تعريفها
هي عبارة عن حيّز واسع سيتوبلازمي أو محيط بالنواة، يحدث فيه تضاعف الفيروس وتجميع مكوناته. تتشكل الجبلة الفيروسية من التفاعل بين الفيروس والخلية المضيفة، حيث يتم تقييد المنتجات الفيروسية والعناصر الخلوية. يعتبر الفيروبلازم معملًا للفيروسات والشوائب الفيروسية أيضًا.

## مجموعة فيروسات تشكل جبلة فيروسية
سًجّل تشكل جبلة فيروسية في العديد من مجموعات غير المرتبطة من الفيروسات حقيقية النوى والتي تتضاعف في السيتوبلازم. من ناحية أخرى، لم تُدرس الجبلة الفيروسية في الفيروسات النباتية بقدر ما درست نظيرتها في الفيروسات الحيوانية. وجدت جبلات فيروسية في كل من فيروس تبرقش القنبيط والفيروس العجلي وفيروس وقس المنتمي إلى الفيروسات الجدرية وفيروس قزم الأرز، فتظهر بشكل كثافات إلكترونية غير منحلة تحت المجهر الإلكتروني.

## عملها
تّعد الجبلة الفيروسية موقعًا ضمن الخلية المصابة حيث يحدث التضاعف الفيروسي وتجمع مكوناته. يؤدي تغليف الجبلة الفيروسية بغشاء إلى تركيز المكونات الفيروسية اللازمة لتضاعف الجينوم وتشكل أجزاء فيروسية جديدة، وبالتالي يؤدي إلى زيادة فعالية هذه العمليات. يمكن لضرورة وجود أغشية خلوية وهيكل خلوي من أجل إنتاج مواقع تضاعف للفيروس، أن يفيد الفيروسات بطرق أخرى، إذ يمكن لتمزق الغشاء الخلوي على سبيل المثال، أن يبطئ وصول البروتينات المناعية إلى سطح الخلايا المصابة ويحمي الفيروسات من الاستجابات المناعية الطبيعية والمكتسبة. ويمكن لإعادة ترتيب الهيكل الخلوي أن يسهل تحرر الفيروسات. بالإضافة إلى ذلك، يمكن للجبلة الفيروسية أن تمنع انحلال الفيروس بأنزيمات البروتياز والنكلياز.
في حالة فيروس تبرقش القنبيط (CaMV)، تحسن الجبلة الفيروسية انتقال الفيروس عبر ناقلها المن أو قملة النبات. تتحكم الجبلة الفيروسية أيضًا بتحرر الفيروسات المعدية عندما تلسع الحشرة الخلية النباتية المصابة أو الخلايا المجاورة بالخلية المصابة.

## استخدامها في التشخيص
يستخدم وجود الجبلة الفيروسية في تشخيص أمراض فيروسية معينة. من خلال فهم ظاهرة تجمع الفيروس واستجابة الخلية المضيفة لوجوده، وفيما إذا كانت الجبلة الفيروسية تسهل أو تثبط التضاعف الفيروسي، يمكن المساعدة في تطوير مقاربات علاجية جديدة تستهدف العداوى الفيروسية في الخلايا الحيوانية والنباتية.